# Persone di nome Daniele
| Questa pagina contiene informazioni ricavate automaticamente dalle voci biografiche con l'ausilio del template Bio e di un bot. L'aggiornamento è periodico e automatico e ricostruisce completamente la pagina. Se manca una persona in questa lista, sei pregato di non aggiungerla, ma accertati piuttosto che la sua voce biografica contenga il template Bio e che i dati anagrafici siano correttamente compilati. Se il template Bio manca, inseriscilo tu stesso o, in alternativa, metti l'avviso {{tmp\|Bio}} che ne segnala la mancanza. Se i dati riportati sono sbagliati, correggi direttamente la voce biografica; le modifiche saranno visibili in questa lista entro pochi giorni. Per chiarimenti vedi il progetto antroponimi. La lista contiene solo le 433 persone che sono citate nell'enciclopedia e per le quali è stato implementato correttamente il template Bio. Pagina aggiornata al 6 ago 2025. |

Questa è una lista di persone presenti nell'enciclopedia che hanno il nome Daniele, suddivise per attività principale.

## Allenatori di calcio(32)
- Daniele Arrigoni, allenatore di calcio e ex calciatore italiano (Cesena, n. 1959)
- Daniele Baldini, allenatore di calcio e ex calciatore italiano (Firenze, n. 1964)
- Daniele Balli, allenatore di calcio e ex calciatore italiano (Firenze, n. 1967)
- Daniele Bellotto, allenatore di calcio e ex calciatore italiano (Feltre, n. 1971)
- Daniele Bernazzani, allenatore di calcio e ex calciatore italiano (Piacenza, n. 1963)
- Daniele Berretta, allenatore di calcio e ex calciatore italiano (Roma, n. 1972)
- Daniele Bonera, allenatore di calcio e ex calciatore italiano (Brescia, n. 1981)
- Daniele Buzzegoli, allenatore di calcio e ex calciatore italiano (Firenze, n. 1983)
- Daniele Capelli, allenatore di calcio e ex calciatore italiano (Seriate, n. 1986)
- Daniele Chiarini, allenatore di calcio e ex calciatore italiano (Bibbiena, n. 1979)
- Daniele Corvia, allenatore di calcio e ex calciatore italiano (Roma, n. 1984)
- Daniele Croce, allenatore di calcio e ex calciatore italiano (Giulianova, n. 1982)
- Daniele De Rossi, allenatore di calcio e ex calciatore italiano (Roma, n. 1983)
- Daniele De Vezze, allenatore di calcio, dirigente sportivo e ex calciatore italiano (Roma, n. 1980)
- Daniele Degano, allenatore di calcio e ex calciatore italiano (Crema, n. 1982)
- Daniele Dessena, allenatore di calcio e ex calciatore italiano (Parma, n. 1987)
- Daniele Di Donato, allenatore di calcio e ex calciatore italiano (Giulianova, n. 1977)
- Daniele Dichio, allenatore di calcio e ex calciatore inglese (Londra, n. 1974)
- Daniele Federici, allenatore di calcio e ex calciatore italiano (Tarquinia, n. 1988)
- Daniele Ficagna, allenatore di calcio e ex calciatore italiano (Piombino, n. 1981)
- Daniele Fortunato, allenatore di calcio e ex calciatore italiano (Samarate, n. 1963)
- Daniele Franceschini, allenatore di calcio e ex calciatore italiano (Roma, n. 1976)
- Daniele Galloppa, allenatore di calcio e ex calciatore italiano (Roma, n. 1985)
- Daniele Gastaldello, allenatore di calcio e ex calciatore italiano (Camposampiero, n. 1983)
- Daniele Goletti, allenatore di calcio e ex calciatore italiano (Viterbo, n. 1958)
- Daniele Gregori, allenatore di calcio e ex calciatore italiano (Foligno, n. 1976)
- Danny Invincibile, allenatore di calcio e ex calciatore australiano (Brisbane, n. 1979)
- Daniele Mori, allenatore di calcio e ex calciatore italiano (Livorno, n. 1990)
- Daniele Pasa, allenatore di calcio e ex calciatore italiano (Montebelluna, n. 1965)
- Daniele Russo, allenatore di calcio e ex calciatore italiano (Roma, n. 1973)
- Anatoli Nankov, allenatore di calcio e ex calciatore bulgaro (Oresh, n. 1969)
- Daniele Zoratto, allenatore di calcio e ex calciatore italiano (Esch-sur-Alzette, n. 1961)

## Allenatori di calcio a 5(2)
- Daniele D'Orto, allenatore di calcio a 5 e ex giocatore di calcio a 5 italiano (Roma, n. 1961)
- Daniele Sau, allenatore di calcio a 5 e ex giocatore di calcio a 5 italiano (Gorgonzola, n. 1969)

## Allenatori di pallacanestro(1)
- Daniele Parente, allenatore di pallacanestro e ex cestista italiano (Chieri, n. 1978)

## Allenatori di pallanuoto(1)
- Daniele Magalotti, allenatore di pallanuoto e ex pallanuotista italiano (Genova, n. 1974)

## Allenatori di pallavolo(3)
- Daniele Bagnoli, allenatore di pallavolo italiano (Mantova, n. 1953 - Mantova, † 2024)
- Daniele Egeste, allenatore di pallavolo e ex pallavolista italiano (Piacenza, n. 1973)
- Daniele Santarelli, allenatore di pallavolo e ex pallavolista italiano (Foligno, n. 1981)

## Alpinisti(1)
- Daniele Nardi, alpinista italiano (Sezze, n. 1976 - Nanga Parbat, † 2019)

## Altisti(1)
- Daniele Pagani, ex altista italiano (n. 1966)

## Arbitri di calcio(7)
- Daniele Chiffi, arbitro di calcio italiano (Padova, n. 1984)
- Daniele Doveri, arbitro di calcio italiano (Volterra, n. 1977)
- Daniele Minelli, ex arbitro di calcio italiano (Varese, n. 1982)
- Daniele Orsato, ex arbitro di calcio italiano (Montecchio Maggiore, n. 1975)
- Daniele Paterna, arbitro di calcio italiano (Atri, n. 1987)
- Daniele Perenzoni, arbitro di calcio italiano (Rovereto, n. 1988)
- Daniele Rutella, arbitro di calcio italiano (Enna, n. 1991)

## Arbitri di calcio a 5(1)
- Daniele Di Resta, ex arbitro di calcio a 5 italiano (Roma, n. 1980)

## Archeologi(2)
- Daniele Francesconi, archeologo, storico e bibliotecario italiano (Cordignano, n. 1761 - Venezia, † 1835)
- Daniele Vitali, archeologo italiano (Bologna, n. 1948)

## Architetti(1)
- Daniele Calabi, architetto italiano (Verona, n. 1906 - Venezia, † 1964)

## Arcivescovi cattolici(1)
- Daniele Birago, arcivescovo cattolico e umanista italiano († 1495)

## Attivisti(1)
- Daniele Farina, attivista e politico italiano (Milano, n. 1964)

## Attori(19)
- Daniele De Angelis, attore italiano (Roma, n. 1988)
- Daniele Demma, attore, doppiatore e autore televisivo italiano (Cosenza, n. 1957 - Milano, † 2017)
- Daniele Dublino, attore italiano (Roma, n. 1945)
- Daniele Formica, attore, doppiatore e regista teatrale italiano (Drogheda, n. 1949 - Bassano del Grappa, † 2011)
- Daniele Galea, attore italiano (Siracusa, n. 1967)
- Daniele Gonciaruk, attore e regista italiano (Messina, n. 1971)
- Daniele Liotti, attore italiano (Roma, n. 1971)
- Daniele Marcheggiani, attore e produttore cinematografico italiano (Davos, n. 1967)
- Daniele Monterosi, attore italiano (Roma, n. 1981)
- Daniele Nuccetelli, attore e regista teatrale italiano (Roma, n. 1963)
- Daniele Pagani, attore italiano (Milano, n. 1949 - Milano, † 2019)
- Daniele Parisi, attore italiano (Roma, n. 1982)
- Daniele Pecci, attore italiano (Roma, n. 1970)
- Daniele Petruccioli, attore e traduttore italiano (Roma, n. 1970)
- Daniele Savoca, attore italiano (Carmagnola, n. 1978)
- Daniele Tedeschi, attore e doppiatore italiano (Milano, n. 1931)
- Daniel J. Travanti, attore statunitense (Kenosha, n. 1940)
- Daniele Vargas, attore italiano (Bologna, n. 1922 - Roma, † 1981)
- Daniele Vicorito, attore italiano (Napoli, n. 1991)

## Attori teatrali(1)
- Daniele Alberti, attore teatrale italiano (Genova, n. 1775)

## Attrici(1)
- Daniele Gaither, attrice statunitense (Saint Paul, n. 1970)

## Bassisti(1)
- Daniele Bagni, bassista italiano (Modena, n. 1963)

## Batteristi(2)
- Daniele Campani, batterista italiano (Albinea, n. 1961)
- Daniele Trambusti, batterista italiano (Firenze, n. 1957)

## Biatleti(2)
- Daniele Cappellari, biatleta e ex fondista italiano (Tolmezzo, n. 1997)
- Daniele Piller Roner, ex biatleta e fondista italiano (Sappada, n. 1990)

## Biblisti(1)
- Daniele Garrone, biblista e pastore protestante italiano (Perosa Argentina, n. 1954)

## Calciatori(41)
- Daniele Adani, ex calciatore italiano (Correggio, n. 1974)
- Daniele Altobelli, calciatore italiano (Terracina, n. 1993)
- Daniele Amerini, ex calciatore italiano (Firenze, n. 1974)
- Daniele Baselli, calciatore italiano (Manerbio, n. 1992)
- Daniele Beltrammi, ex calciatore italiano (Roma, n. 1974)
- Daniele Borsato, calciatore italiano (Nove di Bassano, n. 1921)
- Daniele Cacia, ex calciatore italiano (Catanzaro, n. 1983)
- Daniele Casiraghi, calciatore italiano (Treviglio, n. 1993)
- Daniele Catto, ex calciatore italiano (Prata di Pordenone, n. 1962)
- Daniele Conti, ex calciatore italiano (Fossombrone, n. 1962)
- Daniele Corti, ex calciatore italiano (Cantù, n. 1980)
- Daniele Dalla Bona, calciatore italiano (Varese, n. 1983)
- Daniele Danieli, calciatore italiano (Venezia, n. 1934 - † 2007)
- Daniele Davin, ex calciatore italiano (Torino, n. 1962)
- Daniele Donnarumma, calciatore italiano (Gragnano, n. 1992)
- Daniele Filisetti, ex calciatore e dirigente sportivo italiano (Nembro, n. 1959)
- Daniele Gasparetto, calciatore italiano (Montebelluna, n. 1988)
- Daniele Ghilardi, calciatore italiano (Lucca, n. 2003)
- Daniele Limonta, ex calciatore italiano (Monza, n. 1967)
- Daniele Liotti, calciatore italiano (Vibo Valentia, n. 1994)
- Daniele Magliocchetti, ex calciatore italiano (Roma, n. 1986)
- Daniele Mannini, ex calciatore italiano (Pisa, n. 1983)
- Daniele Martinelli, ex calciatore italiano (Torino, n. 1982)
- Daniele Martinetti, ex calciatore italiano (Roma, n. 1981)
- Daniele Massaro, ex calciatore italiano (Monza, n. 1961)
- Daniele Mignanelli, calciatore italiano (Cantù, n. 1993)
- Daniele Montevago, calciatore italiano (Palermo, n. 2003)
- Daniele Moruzzi, calciatore italiano (Genova, n. 1900 - Genova, † 1989)
- Daniele Padelli, calciatore italiano (Lecco, n. 1985)
- Daniele Paponi, calciatore italiano (Ancona, n. 1988)
- Daniele Portanova, ex calciatore italiano (Roma, n. 1978)
- Daniele Quadrini, ex calciatore italiano (Roma, n. 1980)
- Daniele Ragatzu, calciatore italiano (Cagliari, n. 1991)
- Daniele Revere, calciatore italiano (Sesto Calende, n. 1924)
- Daniele Rugani, calciatore italiano (Lucca, n. 1994)
- Daniele Russo, calciatore svizzero (n. 1985)
- Daniele Sciaudone, calciatore italiano (Bergamo, n. 1988)
- Daniele Tacconi, ex calciatore italiano (Pelago, n. 1960)
- Danny Tiatto, ex calciatore australiano (Werribee, n. 1973)
- Daniele Vantaggiato, calciatore italiano (Brindisi, n. 1984)
- Daniele Verde, calciatore italiano (Napoli, n. 1996)

## Canoisti(2)
- Daniele Molmenti, ex canoista italiano (Pordenone, n. 1984)
- Daniele Scarpa, ex canoista italiano (Venezia, n. 1964)

## Canottieri(2)
- Daniele Danesin, canottiere italiano (Como, n. 1985)
- Daniele Gilardoni, ex canottiere italiano (Como, n. 1976)

## Cantanti(4)
- Daniele Benati, cantante, compositore e produttore discografico italiano (Suzzara, n. 1965)
- Daniele Pace, cantante, paroliere e compositore italiano (Milano, n. 1935 - Milano, † 1985)
- Daniele Ronda, cantante e compositore italiano (Piacenza, n. 1983)
- Daniele Stefani, cantante italiano (Milano, n. 1980)

## Cantautori(6)
- Folcast, cantautore italiano (Roma, n. 1992)
- Daniele Fossati, cantautore italiano (Lissone, n. 1963)
- Daniele Groff, cantautore italiano (Trento, n. 1973)
- Daniele Maggioli, cantautore italiano (Rimini, n. 1977)
- Daniele Silvestri, cantautore italiano (Roma, n. 1968)
- Daniele Tenca, cantautore italiano (Milano, n. 1971)

## Cardinali(2)
- Daniele Dolfin, cardinale e arcivescovo cattolico italiano (Venezia, n. 1653 - Brescia, † 1704)
- Daniele Dolfin, cardinale e patriarca cattolico italiano (Venezia, n. 1688 - Udine, † 1762)

## Cestisti(11)
- Daniele Albertazzi, ex cestista italiano (Bologna, n. 1957)
- Daniele Biganzoli, ex cestista e dirigente sportivo italiano (Varese, n. 1971)
- Daniele Bonessio, cestista italiano (Roma, n. 1988)
- Daniele Casadei, cestista italiano (Castel San Pietro, n. 1981)
- Daniele Cavaliero, ex cestista italiano (Oggiono, n. 1984)
- Daniele Cinciarini, cestista italiano (Cremona, n. 1983)
- Daniele Demartini, cestista italiano (Rovigo, n. 1984)
- Daniele Lucantoni, ex cestista italiano (Pescara, n. 1959)
- Daniele Magro, cestista italiano (Padova, n. 1987)
- Daniele Sandri, cestista italiano (Milano, n. 1990)
- Daniele Soro, ex cestista e allenatore di pallacanestro italiano (Cagliari, n. 1975)

## Chitarristi(1)
- Daniele Vaschi, chitarrista, cantante e conduttore radiofonico italiano (Gallarate, n. 1974)

## Ciclisti su strada(13)
- Daniele Asti, ex ciclista su strada italiano (Legnano, n. 1964)
- Daniele Bennati, ex ciclista su strada e dirigente sportivo italiano (Arezzo, n. 1980)
- Daniele Bruschi, ex ciclista su strada e mountain biker italiano (Fiorenzuola d'Arda, n. 1966)
- Daniele Caroli, ex ciclista su strada e ciclocrossista italiano (Faenza, n. 1959)
- Daniele Cesaretti, ex ciclista su strada sammarinese (San Marino, n. 1954)
- Daniele Colli, ex ciclista su strada italiano (Rho, n. 1982)
- Daniele Contrini, ex ciclista su strada italiano (Gardone Val Trompia, n. 1974)
- Daniele De Paoli, ex ciclista su strada italiano (Pavia, n. 1973)
- Daniele Masolino, ex ciclista su strada italiano (Pozzuolo del Friuli, n. 1979)
- Daniele Pietropolli, ex ciclista su strada italiano (Bussolengo, n. 1980)
- Daniele Ratto, ex ciclista su strada italiano (Moncalieri, n. 1989)
- Daniele Sgnaolin, ex ciclista su strada italiano (San Donà di Piave, n. 1970)
- Daniele Tinchella, ex ciclista su strada italiano (Prato, n. 1952)

## Ciclocrossisti(1)
- Daniele Pontoni, ex ciclocrossista, mountain biker e ciclista su strada italiano (Udine, n. 1966)

## Combinatisti nordici(1)
- Daniele Munari, ex combinatista nordico italiano (Asiago, n. 1983)

## Comici(6)
- Daniele Ceva, comico italiano (Valenza, n. 1969)
- Duo Idea, comico e musicista italiano (Bologna, n. 1973)
- Daniele Fabbri, comico, sceneggiatore e fumettista italiano (Gavardo, n. 1982)
- Daniele Luttazzi, comico, conduttore televisivo e scrittore italiano (Santarcangelo di Romagna, n. 1961)
- Daniele Raco, comico, attore e wrestler italiano (Savona, n. 1972)
- Daniele Tinti, comico italiano (Roma, n. 1990)

## Compositori(9)
- Daniele Bertotto, compositore italiano (Torino, n. 1947 - Avigliana, † 2007)
- Daniele Carnini, compositore e musicologo italiano (Roma, n. 1974)
- Daniele Coro, compositore, paroliere e produttore discografico italiano (Genova, n. 1976)
- Daniele Garella, compositore, poeta e scrittore italiano (Firenze, n. 1961 - San Vincenzo a Torri, † 2024)
- Daniele Gasparini, compositore italiano (Senigallia, n. 1975)
- Lele Marchitelli, compositore e bassista italiano (Roma, n. 1955)
- Daniele Napoletano, compositore italiano (Saviano, n. 1872 - Napoli, † 1943)
- Daniele Patucchi, compositore e bassista italiano (Torino, n. 1945 - Roma, † 2015)
- Daniele Zanettovich, compositore e direttore d'orchestra italiano (Trieste, n. 1950)

## Conduttori radiofonici(1)
- Daniele Battaglia, conduttore radiofonico, cantante e conduttore televisivo italiano (Reggio Emilia, n. 1981)

## Conduttori televisivi(3)
- Daniele Bossari, conduttore televisivo e conduttore radiofonico italiano (Milano, n. 1974)
- Daniele Marcassa, conduttore televisivo italiano (San Donà di Piave, n. 1974)
- Daniele Piombi, conduttore televisivo, conduttore radiofonico e autore televisivo italiano (San Pietro in Casale, n. 1933 - Milano, † 2017)

## Contrabbassisti(1)
- Daniele Roccato, contrabbassista e compositore italiano (Adria, n. 1969)

## Critici d'arte(1)
- Daniele Radini Tedeschi, critico d'arte, storico dell'arte e personaggio televisivo italiano (Roma, n. 1986)

## Critici letterari(1)
- Daniele Mattalia, critico letterario e politico italiano (Elva, n. 1906 - Milano, † 1985)

## Culturisti(1)
- Daniele Seccarecci, culturista italiano (Livorno, n. 1980 - Taranto, † 2013)

## Cuochi(1)
- Daniele Persegani, cuoco, docente e conduttore televisivo italiano (Cremona, n. 1972)

## Curatori editoriali(1)
- Daniele Ponchiroli, curatore editoriale, scrittore e filologo italiano (Viadana, n. 1924 - Viadana, † 1979)

## Designer(1)
- Daniele Pario Perra, designer italiano (Bologna, n. 1969)

## Diplomatici(1)
- Daniele Varè, diplomatico e scrittore italiano (Roma, n. 1880 - Roma, † 1956)

## Direttori d'orchestra(4)
- Daniele Amfitheatrof, direttore d'orchestra russo (San Pietroburgo, n. 1901 - Roma, † 1983)
- Daniele Callegari, direttore d'orchestra italiano (Milano, n. 1960)
- Daniele Gatti, direttore d'orchestra italiano (Milano, n. 1961)
- Daniele Rustioni, direttore d'orchestra italiano (Milano, n. 1983)

## Direttori della fotografia(1)
- Daniele Nannuzzi, direttore della fotografia italiano (Roma, n. 1949)

## Dirigenti sportivi(14)
- Daniele Angeloni, dirigente sportivo, allenatore di calcio e calciatore italiano (Bergamo, n. 1875 - Milano, † 1957)
- Daniele Bargellini, dirigente sportivo e ex giocatore di calcio a 5 italiano (Genova, n. 1971)
- Daniele Carnasciali, dirigente sportivo e ex calciatore italiano (San Giovanni Valdarno, n. 1966)
- Daniele Conti, dirigente sportivo e ex calciatore italiano (Nettuno, n. 1979)
- Daniele Daino, dirigente sportivo, allenatore di calcio e ex calciatore italiano (Alessandria, n. 1979)
- Daniele Delli Carri, dirigente sportivo e ex calciatore italiano (Foggia, n. 1971)
- Daniele Faggiano, dirigente sportivo italiano (Copertino, n. 1978)
- Daniele Garozzo, dirigente sportivo e ex schermidore italiano (Catania, n. 1992)
- Daniele Moretti, dirigente sportivo, allenatore di calcio e ex calciatore italiano (Roma, n. 1971)
- Daniele Nardello, dirigente sportivo e ex ciclista su strada italiano (Varese, n. 1972)
- Daniele Papi, dirigente sportivo italiano (Castelnuovo di Garfagnana, n. 1949)
- Daniele Pradè, dirigente sportivo italiano (Roma, n. 1967)
- Daniele Righi, dirigente sportivo e ex ciclista su strada italiano (Colle di Val d'Elsa, n. 1976)
- Daniele Sebastiani, dirigente sportivo e imprenditore italiano (Pescara, n. 1965)

## Disc jockey(5)
- Daniele Baldelli, disc jockey italiano (Cattolica, n. 1953)
- Daniele Gas, disc jockey e produttore discografico italiano (Ivrea, n. 1964)
- Daniele Mei, disc jockey, musicista e produttore discografico italiano (Bologna, n. 1960)
- Daniele Mondello, disc jockey italiano (Messina, n. 1974)
- DJ Bront, disc jockey e turntablist italiano (Milano, n. 1993)

## Discobole(1)
- Dani Stevens, discobola e pesista australiana (Fairfield, n. 1988)

## Disegnatori(4)
- Daniele Antonio Bertoli, disegnatore e costumista italiano (San Daniele del Friuli, n. 1677 - Vienna, † 1743)
- Daniele Bonomo, disegnatore e fumettista italiano (Roma, n. 1976)
- Daniele Fontana, disegnatore, illustratore e pittore italiano (Milano, n. 1900 - Sala Comacina, † 1984)
- Daniele Statella, disegnatore e fumettista italiano (Vercelli, n. 1972)

## Doppiatori(4)
- Daniele Barcaroli, doppiatore e dialoghista italiano
- Daniele Giuliani, doppiatore, dialoghista e direttore del doppiaggio italiano (Roma, n. 1982)
- Daniele Natali, doppiatore e attore italiano (Roma, n. 1973)
- Daniele Raffaeli, doppiatore e direttore del doppiaggio italiano (Roma, n. 1977)

## Drammaturghi(1)
- Daniele Timpano, drammaturgo, attore teatrale e regista teatrale italiano (Roma, n. 1974)

## Economisti(2)
- Daniele Archibugi, economista, filosofo e scrittore italiano (Roma, n. 1958)
- Daniele Franco, economista, banchiere e funzionario italiano (Trichiana, n. 1953)

## Esperantisti(1)
- Daniele Marignoni, esperantista italiano (Crema, n. 1846 - Crema, † 1910)

## Fantini(1)
- Daniele Porcu, fantino italiano (Roma, n. 1983 - Milano, † 2018)

## Filologi(1)
- Daniele Piccini, filologo, critico letterario e poeta italiano (Città di Castello, n. 1972)

## Filosofi(1)
- Daniele di Morley, filosofo e astronomo britannico (Morley, n. 1140 - Morley, † 1210)

## Fisici(1)
- Daniele Sette, fisico italiano (Bari, n. 1918 - Roma, † 2013)

## Fotografi(1)
- Daniele Sasson, fotografo e artista italiano (Siena, n. 1945 - Siena, † 2021)

## Fumettisti(5)
- Daniele Bigliardo, fumettista italiano (Napoli, n. 1963)
- Daniele Caluri, fumettista italiano (Livorno, n. 1971)
- Daniele Fagarazzi, fumettista italiano (Milano, n. 1944 - Milano, † 2019)
- Daniele Kong, fumettista italiano (Macerata, n. 1982)
- Daniele Panebarco, fumettista italiano (Ravenna, n. 1946)

## Generali(1)
- Daniele Tei, generale italiano (Perugia, n. 1946 - Trevignano Romano, † 2011)

## Geografi(1)
- Daniele Morchio, geografo italiano (Genova, n. 1824 - Genova, † 1894)

## Gesuiti(1)
- Daniele Farlati, gesuita e storico italiano (San Daniele del Friuli, n. 1690 - Padova, † 1773)

## Ginnaste(1)
- Daniele Hypólito, ex ginnasta brasiliana (Santo André, n. 1984)

## Giocatori di beach volley(1)
- Daniele Lupo, giocatore di beach volley italiano (Roma, n. 1991)

## Giocatori di biliardo(1)
- Daniele Montereali, giocatore di biliardo italiano (Roma, n. 1977)

## Giocatori di calcio a 5(2)
- Daniele del Canto, ex giocatore di calcio a 5 italiano (Aversa, n. 1991)
- Daniele Turiaco, giocatore di calcio a 5 italiano (Padova, n. 1983)

## Giocatori di curling(1)
- Daniele Ferrazza, giocatore di curling italiano (Trento, n. 1993)

## Giocatori di football americano(1)
- Daniele Turcolin, ex giocatore di football americano e allenatore di football americano italiano (Legnano, n. 1961)

## Giornalisti(12)
- Daniele Biacchessi, giornalista, scrittore e conduttore radiofonico italiano (Milano, n. 1957)
- Daniele Capezzone, giornalista, saggista e opinionista italiano (Roma, n. 1972)
- Daniele Cernilli, giornalista italiano (Roma, n. 1954)
- Daniele Follero, giornalista, critico musicale e saggista italiano (Pozzuoli, n. 1977)
- Daniele La Corte, giornalista e scrittore italiano (Alassio, n. 1949)
- Daniele Manca, giornalista, scrittore e saggista italiano (Roma, n. 1956)
- Daniele Mastrogiacomo, giornalista italiano (Karachi, n. 1954)
- Daniele Protti, giornalista italiano (Mantova, n. 1945 - Mantova, † 2024)
- Daniele Rotondo, giornalista italiano (Bergamo, n. 1960)
- Daniele Scalise, giornalista e scrittore italiano (Roma, n. 1952)
- Daniele Soragni, giornalista, autore televisivo e opinionista italiano (Modena, n. 1951)
- Daniele Vimercati, giornalista e conduttore televisivo italiano (Vertova, n. 1957 - Rozzano, † 2002)

## Glottologi(1)
- Daniele Vitali, glottologo e traduttore italiano (Bologna, n. 1969)

## Hockeisti su ghiaccio(7)
- Daniele Delladio, ex hockeista su ghiaccio e dirigente sportivo italiano (Cavalese, n. 1987)
- Daniele Giacomin, ex hockeista su ghiaccio italiano (Padova, n. 1968)
- Daniele Grassi, hockeista su ghiaccio svizzero (Frasco, n. 1993)
- Daniele Marghitola, ex hockeista su ghiaccio svizzero (n. 1988)
- Daniele Mattioli, ex hockeista su ghiaccio svizzero (n. 1985)
- Daniele Moretti, ex hockeista su ghiaccio italiano (Alleghe, n. 1977)
- Daniele Veggiato, ex hockeista su ghiaccio italiano (Agordo, n. 1978)

## Illustratori(1)
- Daniele Nannini, illustratore e scrittore italiano (Torino, n. 1950)

## Imprenditori(2)
- Daniele Barillà, imprenditore italiano (Porto San Giorgio, n. 1961)
- Daniele D'Odorico, imprenditore italiano (Udine, n. 1968)

## Informatici(1)
- Daniele Giacomini, informatico italiano (Udine)

## Ingegneri(2)
- Daniele Donghi, ingegnere italiano (Milano, n. 1861 - Padova, † 1938)
- Daniele Ruffinoni, ingegnere italiano (Susa, n. 1882 - Torino, † 1966)

## Letterati(1)
- Daniele Filippo Farsetti, letterato italiano (Venezia, n. 1725 - Venezia, † 1787)

## Mafiosi(1)
- Daniele Emmanuello, mafioso italiano (Gela, n. 1963 - Villarosa, † 2007)

## Maratoneti(2)
- Daniele Caimmi, maratoneta italiano (Jesi, n. 1972)
- Daniele Meucci, maratoneta e mezzofondista italiano (Pisa, n. 1985)

## Matematici(1)
- Daniele Antonini, matematico, fisico e militare italiano (Udine, n. 1588 - Gradisca d'Isonzo, † 1616)

## Mercanti(1)
- Daniele d'Ungrispach, mercante italiano (Cormons, n. 1344 - Murano, † 1411)

## Meteorologi(1)
- Daniele Izzo, meteorologo, climatologo e conduttore televisivo italiano (Vevey, n. 1974)

## Mezzofondisti(1)
- Daniele D'Onofrio, mezzofondista e maratoneta italiano (Castel di Sangro, n. 1993)

## Militari(3)
- Daniele Bucchioni, ufficiale e partigiano italiano (Calice al Cornoviglio, n. 1917 - La Spezia, † 2013)
- Daniele di Waldeck, militare tedesco (n. 1530 - Waldeck, † 1577)
- Daniele Pescarolo, militare italiano (Napoli, n. 1888)

## Missionari(1)
- Daniele Comboni, missionario e vescovo cattolico italiano (Limone sul Garda, n. 1831 - Khartum, † 1881)

## Modelli(1)
- Daniele Interrante, ex modello, opinionista e personaggio televisivo italiano (Milano, n. 1980)

## Monaci cristiani(2)
- Daniele, monaco cristiano e arcivescovo ortodosso rumeno (Bara, n. 1951)
- Daniele, monaco cristiano e arcivescovo ortodosso bulgaro (Smoljan, n. 1972)

## Montatori(1)
- Daniele Alabiso, montatore italiano (Roma, n. 1925)

## Multiplisti(1)
- Daniele Faraggiana, ex multiplista italiano (Torino, n. 1950)

## Musicisti(4)
- Daniele Brusaschetto, musicista italiano (Torino, n. 1973)
- Daniele Contardo, musicista, polistrumentista e attore teatrale italiano (Torino, n. 1967)
- Daniele Luppi, musicista, compositore e arrangiatore italiano (Padova, n. 1972)
- Daniele Paris, musicista italiano (Frosinone, n. 1921 - Alatri, † 1989)

## Nobili(2)
- Daniele Andrea Dolfin, nobile, politico e diplomatico italiano (Venezia, n. 1748 - Padova, † 1798)
- Daniele del Carretto, nobile italiano († 1378)

## Nuotatori(2)
- Daniele Casadei, ex nuotatore sammarinese (Città di San Marino, n. 1973)
- Daniele Cremonesi, nuotatore italiano (Roma, n. 1987)

## Ostacolisti(1)
- Daniele Fontecchio, ex ostacolista italiano (Pescara, n. 1960)

## Pallanuotisti(2)
- Daniele Bettini, ex pallanuotista e allenatore di pallanuoto italiano (Genova, n. 1977)
- Daniele Giorgi, ex pallanuotista italiano (Roma, n. 1985)

## Pallavolisti(10)
- Daniele Albergati, pallavolista italiano (Bergamo, n. 1993)
- Daniele De Pandis, pallavolista italiano (Lecce, n. 1984)
- Daniele Desiderio, pallavolista e giocatore di beach volley italiano (Catania, n. 1979)
- Daniele Lavia, pallavolista italiano (Cariati, n. 1999)
- Daniele Mazzone, pallavolista italiano (Chieri, n. 1992)
- Daniele Ricci, ex pallavolista e allenatore di pallavolo italiano (Ravenna, n. 1950)
- Daniele Sottile, pallavolista italiano (Milazzo, n. 1979)
- Daniele Tailli, pallavolista italiano (Roma, n. 1993)
- Daniele Tomassetti, pallavolista italiano (Roma, n. 1981)
- Daniele Vergnaghi, ex pallavolista italiano (Milano, n. 1972)

## Patriarchi cattolici(1)
- Daniele Barbaro, patriarca cattolico e umanista italiano (Venezia, n. 1514 - Venezia, † 1570)

## Patrioti(2)
- Daniele Manin, patriota e politico italiano (Venezia, n. 1804 - Parigi, † 1857)
- Daniele Piccinini, patriota italiano (Pradalunga, n. 1830 - Tagliacozzo, † 1889)

## Pattinatori di velocità su ghiaccio(1)
- Daniele Di Stefano, pattinatore di velocità su ghiaccio italiano (Ladispoli, n. 1999)

## Pedagogisti(1)
- Daniele Novara, pedagogista italiano (Piacenza, n. 1957)

## Percussionisti(1)
- Daniele Vineis, percussionista, compositore e docente italiano (Mongrando, n. 1953)

## Personaggi televisivi(1)
- Daniele Tombolini, personaggio televisivo e ex arbitro di calcio italiano (Loreto, n. 1961)

## Pesisti(1)
- Daniele Secci, ex pesista italiano (Roma, n. 1992)

## Pianisti(3)
- Daniele Alberti, pianista italiano (Brescia, n. 1965)
- Daniele Lombardi, pianista e compositore italiano (Firenze, n. 1946 - Firenze, † 2018)
- Daniele Pollini, pianista, compositore e direttore d'orchestra italiano (Milano, n. 1978)

## Piloti motociclistici(1)
- Daniele Rossi, pilota motociclistico italiano (Seriate, n. 1987)

## Pistard(1)
- Daniele Napolitano, pistard italiano (Cirié, n. 2003)

## Pittori(9)
- Daniele Bongiovanni, pittore italiano (Palermo, n. 1986)
- Daniele Crespi, pittore italiano (Busto Arsizio - Milano, † 1630)
- Daniele da Volterra, pittore, scultore e stuccatore italiano (Volterra, n. 1509 - Roma, † 1566)
- Daniele De Bosis, pittore italiano
- Daniele Galliano, pittore italiano (Pinerolo, n. 1961)
- Daniele Oppi, pittore e pubblicitario italiano (Milano, n. 1932 - Milano, † 2006)
- Daniele Ranzoni, pittore italiano (Intra, n. 1843 - Intra, † 1889)
- Daniele Schmiedt, pittore e grafico italiano (Palermo, n. 1888 - Messina, † 1954)
- Daniele de Strobel, pittore italiano (Parma, n. 1873 - Camogli, † 1942)

## Poeti(2)
- Daniele Giancane, poeta, pedagogista e scrittore italiano (Bari, n. 1948)
- Daniele Mencarelli, poeta e scrittore italiano (Roma, n. 1974)

## Politici(24)
- Daniele Apolloni, politico italiano (Thiene, n. 1961)
- Daniele Belotti, politico italiano (Bergamo, n. 1968)
- Daniele Gaetano Borioli, politico italiano (Alessandria, n. 1957)
- Daniele Bosone, politico e neurologo italiano (Pavia, n. 1962)
- Daniele Del Grosso, politico italiano (Chieti, n. 1981)
- Daniele Girolamo Dolfin, politico e militare italiano (Venezia, n. 1656 - Mestre, † 1729)
- Daniele III Giovanni Dolfin, politico, ambasciatore e nobile italiano (Venezia, n. 1654 - Costantinopoli, † 1729)
- Daniele Franz, politico italiano (Udine, n. 1963)
- Daniele Galli, politico italiano (Premosello-Chiovenda, n. 1954)
- Daniele Manca, politico italiano (Imola, n. 1969)
- Daniele Mannocci, politico italiano (Prato, n. 1957)
- Daniele Marantelli, politico italiano (Varese, n. 1953)
- Daniele Molgora, politico italiano (Brescia, n. 1962)
- Daniele Montroni, politico italiano (Imola, n. 1961)
- Daniele Moschioni, politico italiano (Udine, n. 1967)
- Daniele Nava, politico italiano (Lecco, n. 1975)
- Daniele Pesco, politico italiano (Monza, n. 1973)
- Daniele Polato, politico italiano (Verona, n. 1975)
- Daniele Roscia, politico italiano (Vobarno, n. 1954)
- Daniele Silvetti, politico italiano (Ancona, n. 1973)
- Daniele Sinibaldi, politico e imprenditore italiano (Rieti, n. 1986)
- Daniele Toto, politico italiano (Roma, n. 1972)
- Daniele Turani, politico e dirigente sportivo italiano (Bergamo, n. 1907 - Bergamo, † 1964)
- Daniele Viotti, politico e attivista italiano (Alessandria, n. 1974)

## Poliziotti(2)
- Daniele Macciantelli, poliziotto italiano (La Spezia, n. 1972 - Genova, † 2008)
- Daniele Manganaro, poliziotto italiano (Messina, n. 1974)

## Presbiteri(4)
- Daniele Badiali, presbitero e missionario italiano (Faenza, n. 1962 - Acorma, † 1997)
- Daniele Concina, presbitero italiano (Clauzetto, n. 1687 - Venezia, † 1756)
- Daniele Fasanella, presbitero e francescano italiano (Belvedere Marittimo - Ceuta, † 1227)
- Daniele Hechich, presbitero italiano (San Pietro in Selve, n. 1926 - Saccolongo, † 2009)

## Produttori cinematografici(1)
- Daniele Maggioni, produttore cinematografico, sceneggiatore e regista italiano (Milano, n. 1949)

## Produttori discografici(2)
- Danijay, produttore discografico e disc jockey italiano (Genova, n. 1977)
- Daniele Sinigallia, produttore discografico italiano (Roma, n. 1975)

## Profeti(1)
- Daniele, profeta ebreo antico

## Pugili(1)
- Daniele Scardina, ex pugile italiano (Rozzano, n. 1992)

## Rapper(3)
- Dani Faiv, rapper italiano (La Spezia, n. 1993)
- Danti, rapper e cantautore italiano (Desio, n. 1981)
- Zoda, rapper e youtuber italiano (Cavalese, n. 1996)

## Registi(10)
- Daniele Carnacina, regista, autore televisivo e produttore televisivo italiano (Feltre, n. 1957)
- Daniele Ciprì, regista, sceneggiatore e direttore della fotografia italiano (Palermo, n. 1962)
- Daniele Costantini, regista, sceneggiatore e drammaturgo italiano (Isola del Liri, n. 1950)
- Daniele D'Anza, regista e sceneggiatore italiano (Milano, n. 1922 - Roma, † 1984)
- Daniele Falleri, regista e sceneggiatore italiano (Pontedera, n. 1961)
- Daniele Finzi Pasca, regista svizzero (Lugano, n. 1964)
- Daniele Gaglianone, regista, sceneggiatore e direttore della fotografia italiano (Ancona, n. 1966)
- Daniele Luchetti, regista, sceneggiatore e attore cinematografico italiano (Roma, n. 1960)
- Daniele Segre, regista, sceneggiatore e montatore italiano (Alessandria, n. 1952 - Torino, † 2024)
- Daniele Vicari, regista e sceneggiatore italiano (Castel di Tora, n. 1967)

## Registi teatrali(1)
- Daniele Abbado, regista teatrale e direttore artistico italiano (Milano, n. 1958)

## Religiosi(1)
- Daniele Natale, religioso italiano (San Giovanni Rotondo, n. 1919 - San Giovanni Rotondo, † 1994)

## Rugbisti a 15(2)
- Daniele Rimpelli, rugbista a 15 italiano (Reggio nell'Emilia, n. 1997)
- Daniele Tebaldi, ex rugbista a 15 e allenatore di rugby a 15 italiano (Parma, n. 1961)

## Saggisti(1)
- Daniele Pitteri, saggista e giornalista italiano (Napoli, n. 1960)

## Santi(2)
- Daniele di Padova, santo romano
- Daniele lo Stilita, santo bizantino (Samosata, n. 410)

## Sassofonisti(3)
- Daniele Comoglio, sassofonista italiano (Gattinara, n. 1969)
- Daniele Sepe, sassofonista e compositore italiano (Napoli, n. 1960)
- Daniele Tittarelli, sassofonista italiano (Roma, n. 1975)

## Scacchisti(3)
- Daniele Guglielmo Gatti, scacchista e compositore di scacchi italiano (Tradate, n. 1987)
- Daniele Genocchio, scacchista italiano (Brescia, n. 1981)
- Daniele Vocaturo, scacchista italiano (Roma, n. 1989)

## Schermidori(1)
- Daniele Crosta, ex schermidore italiano (Busto Arsizio, n. 1970)

## Sciatori alpini(2)
- Daniele Sette, sciatore alpino svizzero (Samedan, n. 1992)
- Daniele Sorio, ex sciatore alpino italiano (n. 1994)

## Sciatori nautici(1)
- Daniele Cassioli, sciatore nautico e dirigente sportivo italiano (Roma, n. 1986)

## Scrittori(6)
- Daniele Benati, scrittore e traduttore italiano (Masone, n. 1953)
- Daniele Brolli, scrittore, illustratore e fumettista italiano (Rimini, n. 1959)
- Daniele Bresciani, scrittore italiano (Milano, n. 1962)
- Daniele Del Giudice, scrittore italiano (Roma, n. 1949 - Venezia, † 2021)
- Daniele Lamuraglia, scrittore, drammaturgo e regista teatrale italiano (Chene Bougeries, n. 1961)
- Daniele Rielli, scrittore italiano (Bolzano, n. 1982)

## Scultori(1)
- Daniele Casella, scultore e architetto svizzero (Carona, n. 1557 - Genova, † 1646)

## Semiologi(1)
- Daniele Barbieri, semiologo e saggista italiano (Finale Emilia, n. 1957)

## Snowboarder(1)
- Daniele Bagozza, snowboarder italiano (Bressanone, n. 1995)

## Storici(2)
- Daniele Foraboschi, storico e papirologo italiano (Besana Brianza, n. 1941 - Milano, † 2018)
- Daniele Menozzi, storico e storico delle religioni italiano (Reggio nell'Emilia, n. 1947)

## Tennisti(2)
- Daniele Bracciali, ex tennista italiano (Arezzo, n. 1978)
- Daniele Musa, ex tennista italiano (Roma, n. 1972)

## Tenori(2)
- Daniele Barioni, tenore italiano (Copparo, n. 1930 - Ferrara, † 2022)
- Daniele Serra, tenore italiano (Argentina, n. 1886 - † 1979)

## Tiratori a volo(3)
- Daniele Cioni, tiratore a volo italiano (Campi Bisenzio, n. 1959 - Firenze, † 2021)
- Daniele Di Spigno, tiratore a volo italiano (Roma, n. 1974)
- Daniele Resca, tiratore a volo italiano (Pieve di Cento, n. 1986)

## Triplisti(2)
- Daniele Cavazzani, triplista italiano (Roma, n. 1992)
- Daniele Greco, triplista italiano (Nardò, n. 1989)

## Velisti(1)
- Daniele Bresciano, velista italiano (Viareggio, n. 1959)

## Vescovi cattolici(7)
- Daniele De Rubeis, vescovo cattolico italiano (Burano - † 1538)
- Daniele Ferrari, vescovo cattolico italiano (Comun Nuovo, n. 1920 - Genova, † 2006)
- Daniele Gianotti, vescovo cattolico e teologo italiano (Sant'Ilario d'Enza, n. 1957)
- Daniele Giustiniani, vescovo cattolico italiano (Venezia, n. 1615 - Bergamo, † 1697)
- Daniele Salera, vescovo cattolico italiano (Roma, n. 1970)
- Daniele Sansoni, vescovo cattolico e avvocato italiano (Venezia, n. 1655 - † 1725)
- Daniele Scoti, vescovo cattolico italiano (Treviso, n. 1393 - Padova, † 1443)

## Zoologi(1)
- Daniele Rosa, zoologo e glottoteta italiano (Susa, n. 1857 - Novi Ligure, † 1944)

## Senza attività specificata(2)
- Daniele Chinazzo, italiano (Motta di Livenza - Treviso, † 1428)
- Daniele Masala, ex pentatleta italiano (Roma, n. 1955)